# Gmina Dorotea
Gmina Dorotea (szw. Dorotea kommun) – gmina w Szwecji, w regionie Västerbotten, z siedzibą w Dorotea.
Pod względem zaludnienia Dorotea jest 288. gminą w Szwecji. Zamieszkuje ją 3156 osób, z czego 48,8% to kobiety (1540) i 51,2% to mężczyźni (1616). W gminie zameldowanych jest 99 cudzoziemców. Na każdy kilometr kwadratowy przypada 1,13 mieszkańca. Pod względem wielkości gmina zajmuje 31. miejsce.